# Afrarchaea
Afrarchaea es un género de arañas araneomorfas de la familia Archaeidae. Se encuentra en Sudáfrica y Madagascar.

## Lista de especies
Según The World Spider Catalog 12.0:
- Afrarchaea bergae Lotz, 1996
- Afrarchaea entabeniensis Lotz, 2003
- Afrarchaea fernkloofensis Lotz, 1996
- Afrarchaea fisheri Lotz, 2003
- Afrarchaea godfreyi (Hewitt, 1919)
- Afrarchaea haddadi Lotz, 2006
- Afrarchaea harveyi Lotz, 2003
- Afrarchaea kranskopensis Lotz, 1996
- Afrarchaea lawrencei Lotz, 1996
- Afrarchaea mahariraensis Lotz, 2003
- Afrarchaea ngomensis Lotz, 1996
- Afrarchaea royalensis Lotz, 2006
- Afrarchaea woodae Lotz, 2006